# Acalypha insularis
Acalypha insularis é uma espécie de flor do gênero Acalypha, pertencente à família Euphorbiaceae.